# 신 야시마 수족관
신 야시마 수족관(일본어: 新屋島水族館)은 일본 시코쿠 가가와현 다카마쓰시 야시마 히가시마치에 자리잡은 수족관으로, 해발 약 300m의 야시마산 위에 건설한 수족관이다. 본래 1969년 시코쿠 전력이 야시마 산상 수족관(屋島山上水族館)이라는 명칭으로 개관하였으나, 2006년에 잠시 폐관한 뒤 재개장하였다.